# 0-ih
1. tisućljeće
◄ | 1. stoljeće pr. Kr. | 1. stoljeće | 2. stoljeće | ►
◄ | 20-ih pr. Kr. | 10-ih pr. Kr. | 0-ih pr. Kr. | 0-ih | 10-ih | 20-ih | 30-ih | ►
 | 1. | 2. | 3. | 4. | 5. | 6. | 7. | 8. | 9.

## Događaji i trendovi
- 1. siječnja 1.: Prvi dan kršćanskog kalendara. Početak 1. stoljeća.
- 1. U Haifi izgrađuje se prva umjetna luka na otvorenom moru.
- 2. U Kini se provodi prvi zapisani popis stanovništva. Izbrojano je 57 milijuna stanovnika.
- 6. Batonski rat - pobuna dalmatinsko-panonskih Ilira protiv Rimskog carstva (6. – 9.)

## Vanjske poveznice
|  | Zajednički poslužitelj ima još gradiva o temi 0-ih |